# كيف صنعت (برنامج)

كيف صنعت باللغة الإنجليزية

كيف صنعت (بالإنجليزية: How It's Made)‏ هي حلقات وثائقية علمية تبثها مجموعة قنوات شبكة ديسكفري في كل أنحاء العالم وتنتج في مقاطعة كيبك بكندا. متوفر باللغة الإنجليزية والفرنسية والإيطالية وترجم لعدة لغات منها العربية.
بثتها لأول مرة شبكة ديسكفري على قناتيها ديسكفري ساينس بالولايات المتحدة وكندا عام 2001 ووصلت عدد مواسمها إلى 18 موسم وعدد الحلقات إلى 234 حلقة.
يعرض البرنامج مراحل صناعة الأشياء والمنتجات حولنا ويراعي فيه عدم اظهار العنصر البشرى سواء العامل في المصنع (الا في اضيق الحدود) أو المذيع (مؤدى الصوت) أثناء شرح العملية لعدم تشتيت المشاهد ولابقاء التركيز على عملية التصنيع.
تبث الحلقة في 4 اجزاء منفصلة مجموعهم 20 دقيقة.
وصل عدد حلقات البرنامج إلى 300 حلقة ويعتبر من اقدم البرامج على قناة ديسكفري ويليه برنامج مدمروا الخرافات

## قائمة بحلقات البرنامج
- قائمة حلقات البرنامج [الإنجليزية]

## روابط خارجية
- كيف تصنع الاشياء على موقع IMDb (الإنجليزية)
- كيف تصنع الاشياء على موقع روتن توميتوز (الإنجليزية)
- كيف تصنع الاشياء على موقع كينوبويسك (الروسية)
- كيف تصنع الاشياء على موقع قاعدة بيانات الفيلم (الإنجليزية)